# Takifugu stictonotus
Takifugu stictonotus е вид лъчеперка от семейство Tetraodontidae. Видът не е застрашен от изчезване.

## Разпространение и местообитание
Разпространен е в Китай, Провинции в КНР, Тайван, Филипини, Южна Корея и Япония.
Среща се на дълбочина около 198,5 m.

## Описание
На дължина достигат до 35 cm.